# Generałowie zakonu pallotynów
Przełożeni generalni Stowarzyszenia Apostolstwa Katolickiego – generałowie pallotynów.
Generał pallotynów nosi tytuł rektora generalnego i jest wybierany na sześcioletnią kadencję przez zebranie generalne bezwzględną większością głosów tych, którzy są obecni na zebraniu. Na urząd przełożonego generalnego można być wybranym kolejno maksymalnie dwa razy.
| Imię i nazwisko           | Okres     | Uwagi               |
| ks. Franciszek Vaccari    | 1850-1856 | –                   |
| ks. Rafał Melia           | 1856-1862 | –                   |
| ks. Ignacy Auconi         | 1862-1869 | –                   |
| ks. Józef Faà di Bruno    | 1869-1889 | –                   |
| ks. Karol Orlandi         | 1889-1890 | wikariusz generalny |
| ks. Józef Bannin          | 1890-1895 | wikariusz generalny |
| ks. Scipio Tofini         | 1895-1896 | wikariusz generalny |
| ks. Wilhelm Whitmee       | 1896-1903 | –                   |
| ks. Maksymilian Kugelmann | 1903-1909 | –                   |
| ks. Karol Gissler         | 1909-1919 | –                   |
| ks. Jacek Cardi           | 1919-1925 | –                   |
| ks. Piotr Resch           | 1925-1931 | –                   |
| ks. Jacek Cardi           | 1931-1937 | –                   |
| ks. Karol Hoffmann        | 1937-1947 | –                   |
| ks. Wojciech Turowski     | 1947-1953 | –                   |
| ks. Wilhelm Möhler        | 1953-1971 | –                   |
| ks. Mikołaj Gorman        | 1971-1977 | –                   |
| ks. Ludwig Münz           | 1977-1983 | –                   |
| ks. Martin Juritsch       | 1983-1992 | –                   |
| ks. Séamus Freeman        | 1992-2004 | –                   |
| ks. Friedrich Kretz       | 2004-2010 | –                   |
| ks. Jacob Nampudakam      | 2010-2022 |                     |
| ks. Zenon Hanas           | od 2022   |                     |